# Lage Vaart
De Lage Vaart is een kanaal in Flevoland, tussen het Ketelmeer en het Markermeer bij Almere. De diepte is gemiddeld 3 meter en de breedte is tussen de 35 en 50 meter.
De Lage Vaart loopt vanaf het Ketelmeer naar Dronten. Halverwege gaat de Swiftervaart naar Swifterbant. In Dronten, waar ook een haven is, loopt de Lage Vaart meer westwaarts richting het Gelderse Hout in Lelystad. Vanaf daar gaan één tak naar de Boswijk (Gelderse Diep) en één richting het industrieterrein Oostervaart, genaamd de Oostervaart. Vervolgens gaat de Lage Vaart Lelystad uit, waar hij vervolgens bij het bos het Hollandse Hout aankomt, waar een zijtak, de Lage Dwarsvaart, die richting Lelystad-Haven en het Markermeer gaat, afsplitst. Dan gaat de vaart langs de Oostvaardersplassen, door Almere (waar hij de grens vormt tussen Almere-Buiten en Almere-Stad), en naast de Hoge Vaart. Uiteindelijk komen ze beide uit op het Markermeer. In het midden wordt de Lage Vaart verbonden met de Hoge Vaart door de Larservaart.

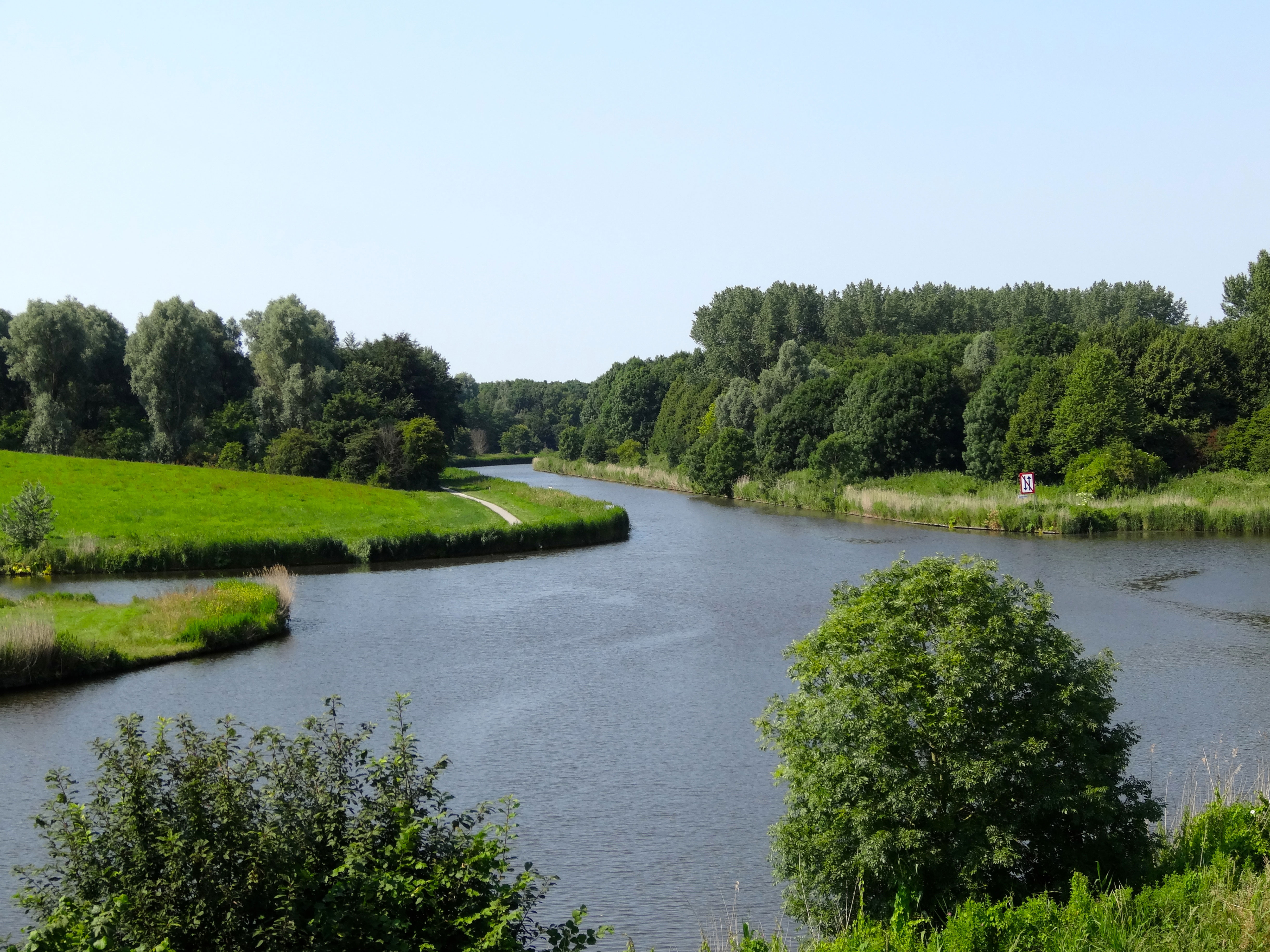
De Lage Vaart in Lelystad (van links naar rechts op het snijpunt met het Gelderse Diep (midden links) en de Oostervaart (midden achter)